# Classe Hamina
La Classe Hamina est une série de quatre navires d'attaque rapides lance-missiles construits par Aker Finnyards à Rauma pour la marine finlandaise de la fin des années 1990 au début des années 2000. Destinés à la défense côtière, ils sont légers, rapides, agiles et adaptés à la topographie de la Baltique, ils peuvent opérer en coordination avec d'autres unités à terre ou en mer. Polyvalents, ils sont bien armés pour leur taille et peuvent assurer des missions de lutte antiaérienne (aéronefs et missiles), de lutte anti-sous-marine, de combat de surface et de mouillage de mines.

## Conception

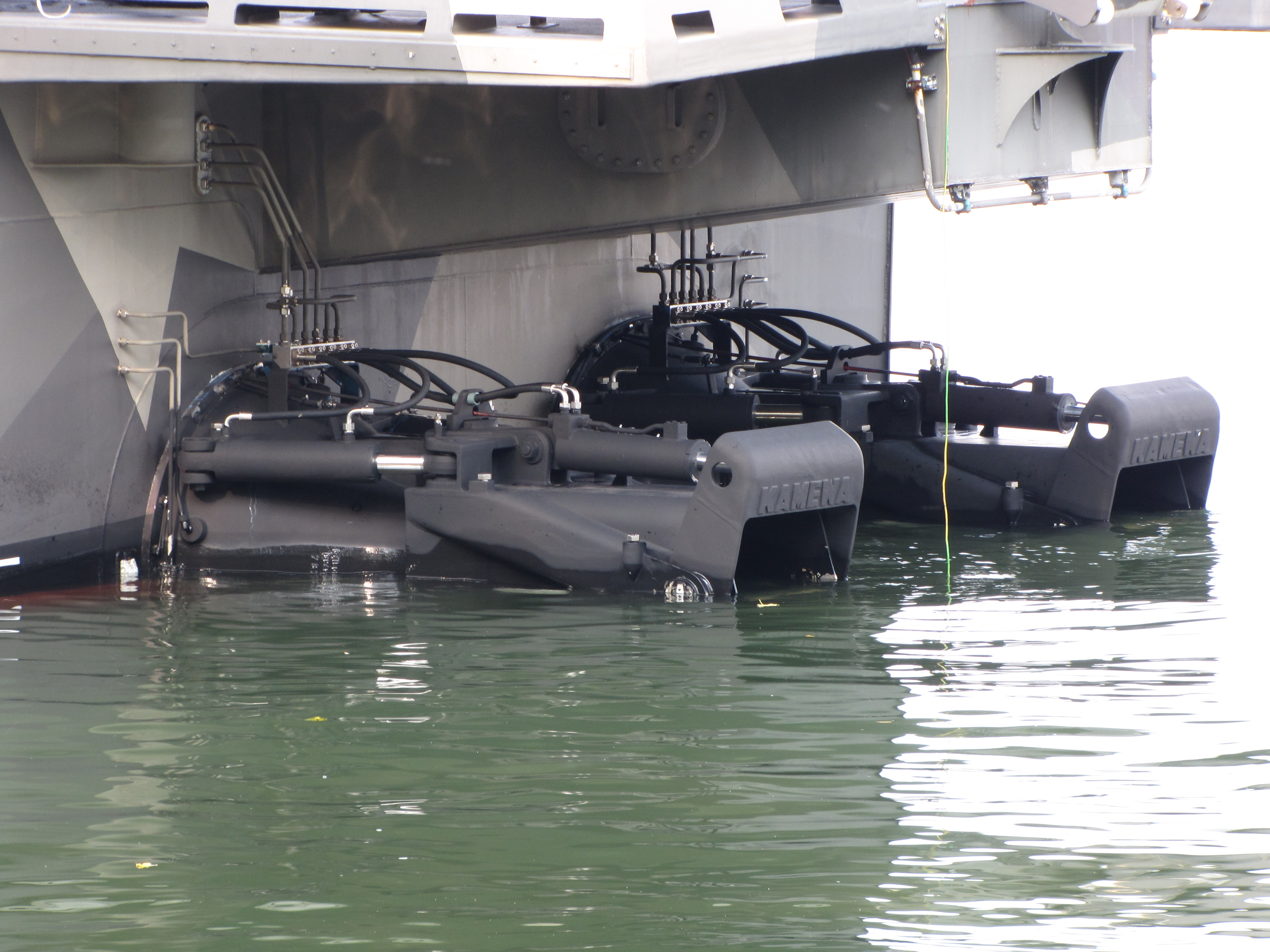
Hydrojets du Pori

Le développement des Hamina s'inscrit dans le programme Flotte 2000 (ou Laivue 2000 en finnois) aussi appelé Rauma 2000 en référence à la classe précédente. Initialement, seulement deux navires devaient être commandés, accompagnés de quatre aéroglisseurs Tuuli, mais ces derniers ont été annulés et la classe Hamina fut étendue à quatre bâtiments. Ces bâtiments ne déplacent que 250 tonnes pour 1,7 m de tirant d'eau, 51 m de long et 8,3 de large. Ils sont propulsés par deux hydrojets Rolls-Royce Kamewa motorisés par deux moteurs diesels MTU de 2760 kW chacun, offrant une autonomie de 500 nautiques et une vitesse maximale de 30 nœuds. Le petit gabarit et la bonne manœuvrabilité conférés par ces caractéristiques sont requis pour patrouiller sur le littoral finlandais; découpé et parsemé d'îles et de hauts-fonds. Par ailleurs, les navires sont conçus dans un souci de furtivité et de discrétion; leur coque est en aluminium recouverte de kevlar ou de balsa et leur superstructure en matériaux composites (fibre de carbone notamment), dont les propriétés et la forme absorbent les ondes radar et réduisent la signature magnétique. L'empreinte thermique est également dissimulable par un système rejetant les gaz d'échappement sous la surface et un autre aspergeant la coque d'eau pour la refroidir (ou la nettoyer à la suite d'une attaque NBC). Enfin, l'énergie nécessaire à bord est produite par deux groupes électrogènes diesel autonomes de 270 kVA,.

## Systèmes et armement
La classe Hamina est conçue pour faire face à une grande variété de menaces. Chaque navire emporte pour les engagements de surface quatre missiles antinavires RBS-15 mk3 ayant un rayon d'action de 200 km, ainsi qu'un canon Bofors 57 mm Mk3 d'une portée maximale de 17 km. Ce canon peut également engager des cibles aériennes jusqu'à 7 600 m d'altitude, il est donc aussi utilisé par le système de défense AA. Ce dernier est organisé autour d'un radar tridimensionnel EADS TRS-3D/16-ES, et principalement assuré par 8 missiles sol-air Umkhonto-IR Block 2, fabriqués par Denel Dynamics, portant à 14 km. Un ensemble d'autres senseurs sont coordonnés pour la détection et la visée, notamment la conduite de tir CEROS 200 fournie par Saab. La lutte anti-sous-marine, quant à elle, utilise un sonar de coque à haute fréquence Simrad Subsea Toadfish et un sonar remorqué Sonac/PTA pour la détection à toutes profondeurs. Quatre mortiers anti sous-marins Saab Elma LLS-920 de neuf tubes chacun  constituent l'armement principal dans ce domaine. Ils sont complétés par un rail permettant de mouiller des mines marines et éventuellement des grenades anti-sous-marines. L'un comme l'autre ils sont restreints à des engagements de proximité (quelques dizaines de mètres) mais ce n'est pas un inconvénient compte tenu de l'environnement des côtes finlandaises dans lequel les navires opèrent. Ces derniers sont par ailleurs protégés par plusieurs systèmes de contre-mesures; un récepteur MSE MEL Mathilda détecte le champ d'un radar de missile approchant, un dispositif Rheinmetall MASS permet de lancer des leurres infrarouges (thermiques) ou magnétiques (paillettes métalliques) Philax, et un appareil produit par Lacroix peut camoufler visuellement le bateau en créant un écran de fumée devant lui. Enfin, deux mitrailleuses NVS de calibre 12,7 mm sont installées pour la protection rapprochée et une petite embarcation semi-rigide peut être mise à l'eau depuis le pont arrière,.

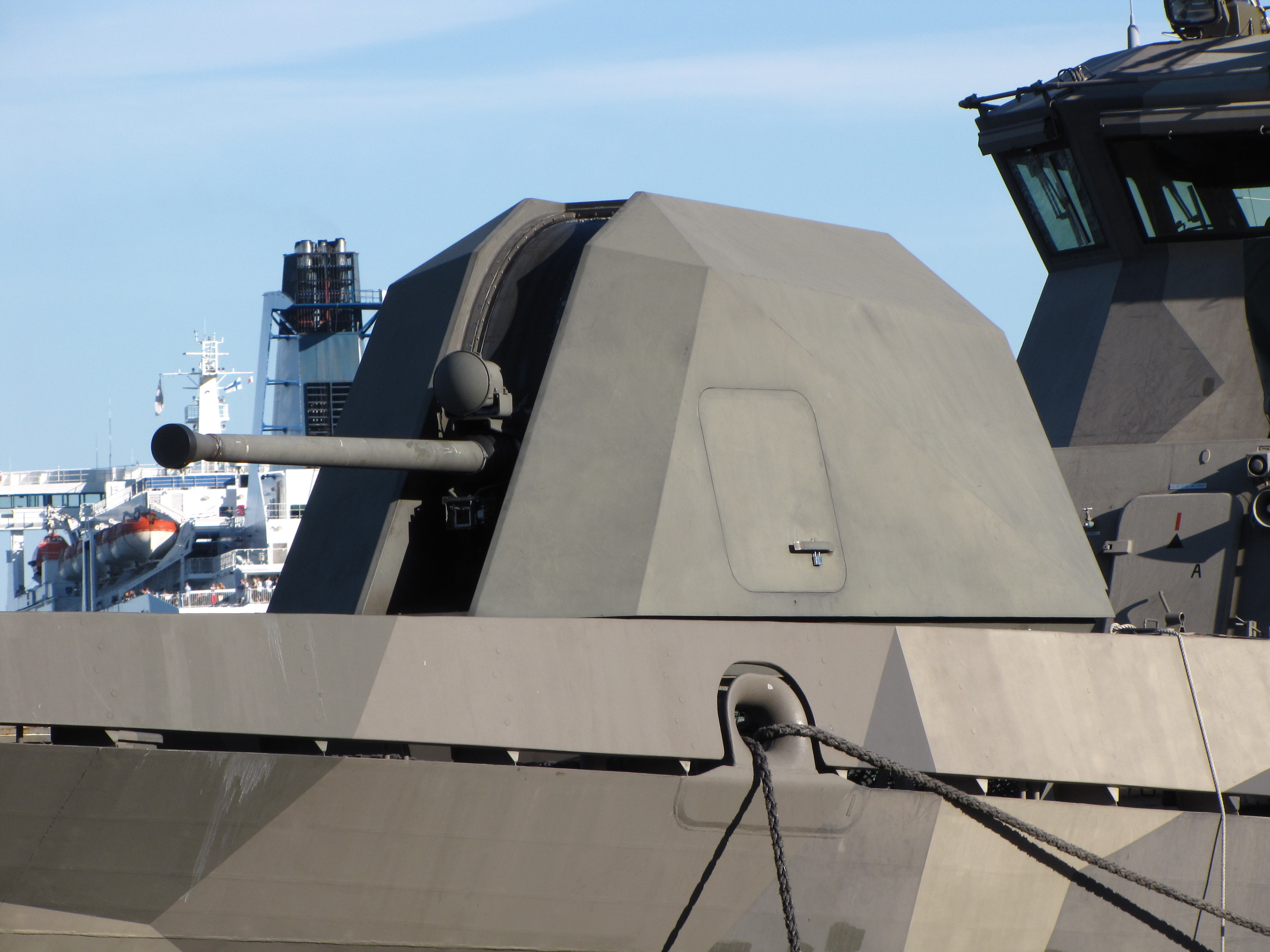
Le canon de 57mm à l'avant.
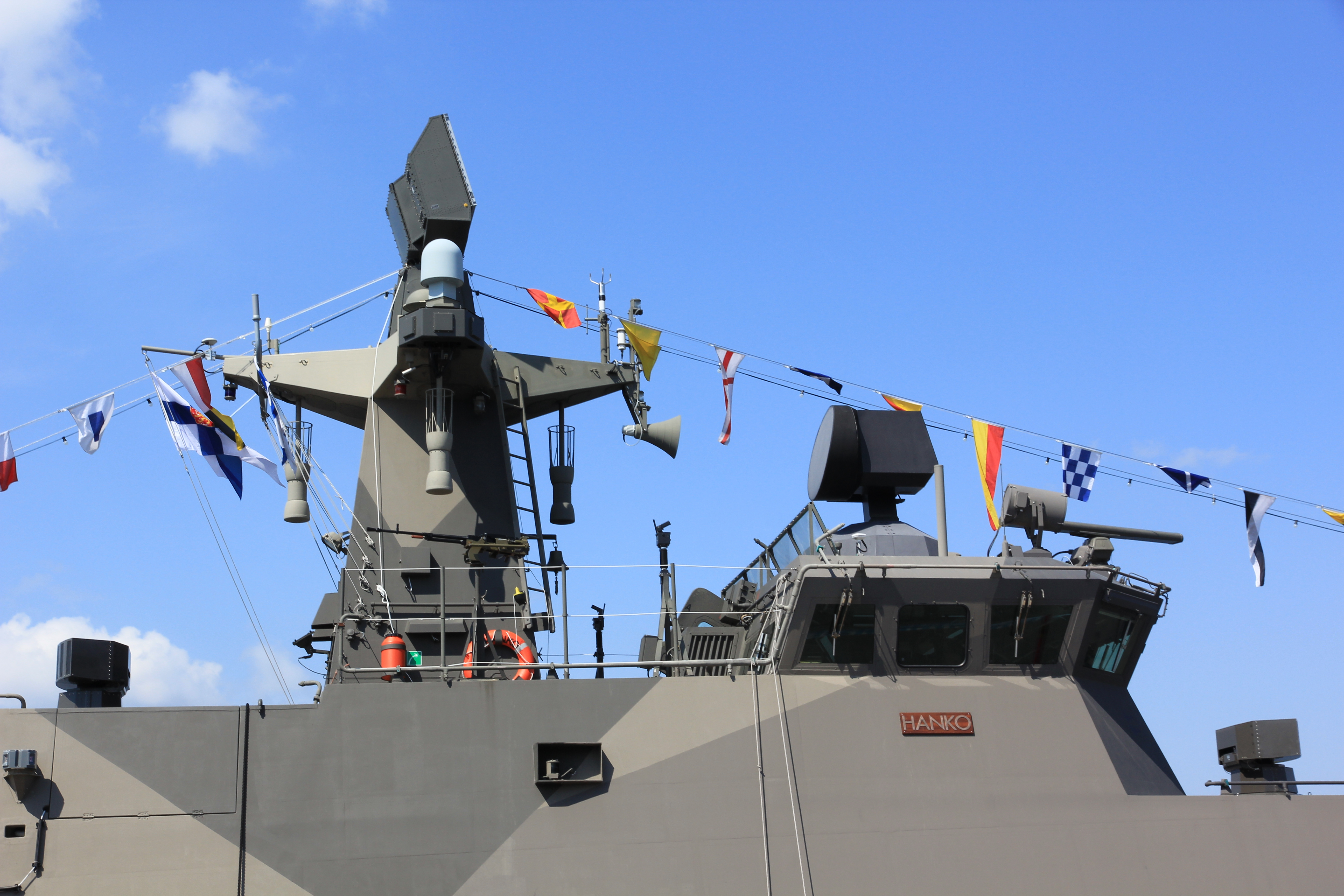
- Au sommet du mat principal, le radar 3D - Sur le toit de la passerelle, la conduite de tir CEROS 200 - Devant et derrière les lance-leurres MASS.

- - Au sommet du mat principal, le radar 3D 
- Sur le toit de la passerelle, la conduite de tir CEROS 200 
- Devant et derrière les lance-leurres MASS.
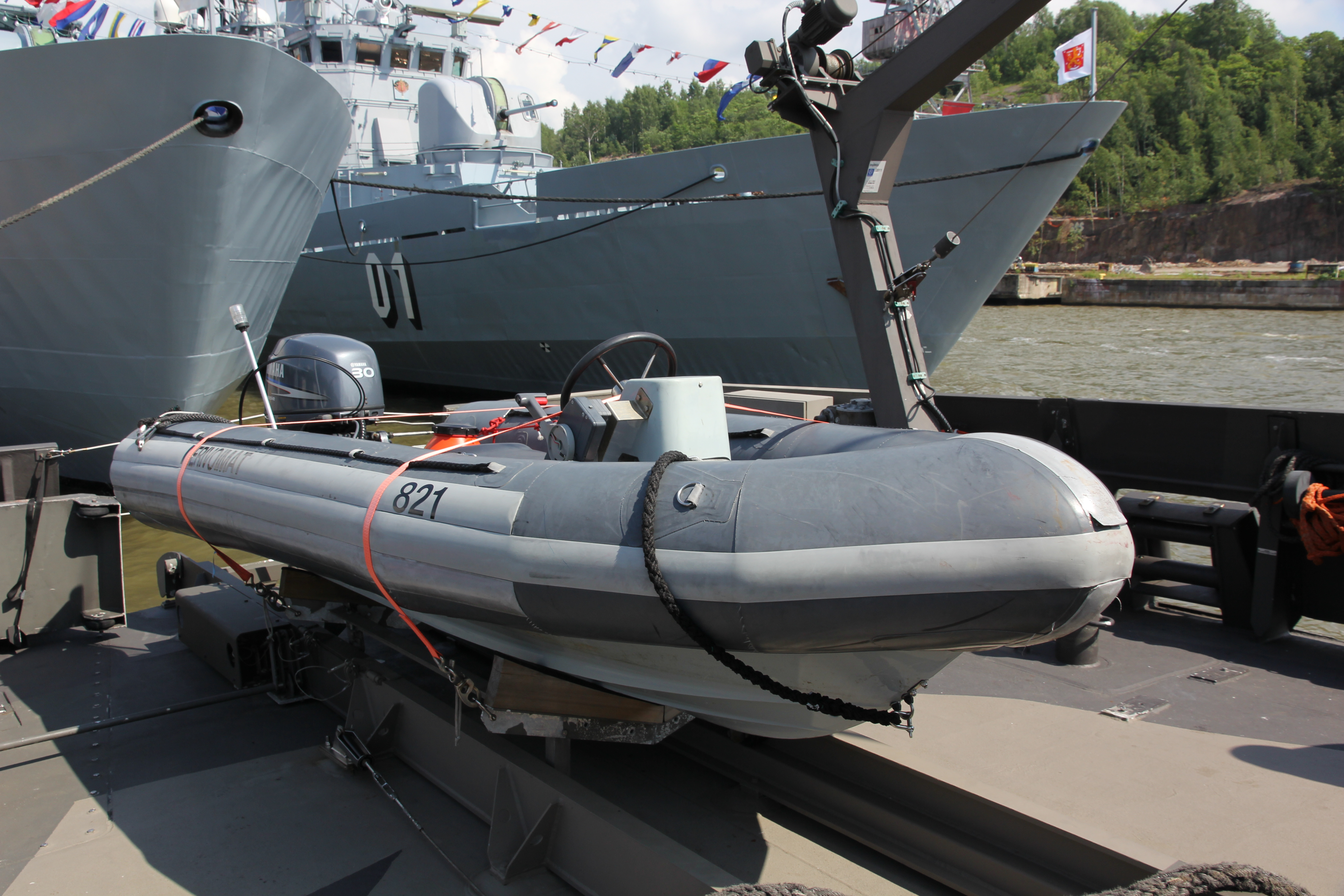
À l'arrière, le pneumatique sur le rail de largage des mines.
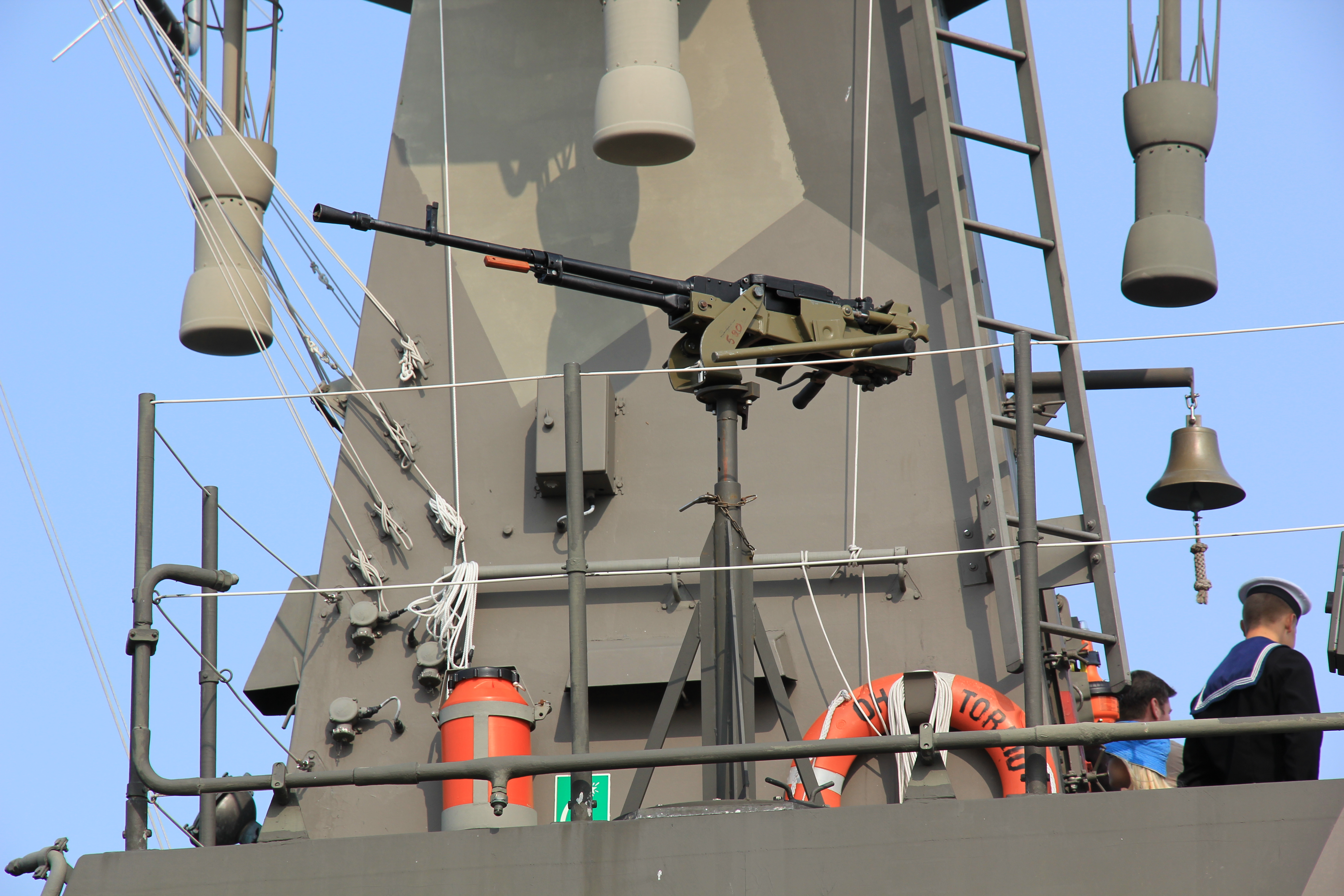
Mitrailleuse NVS de tribord.
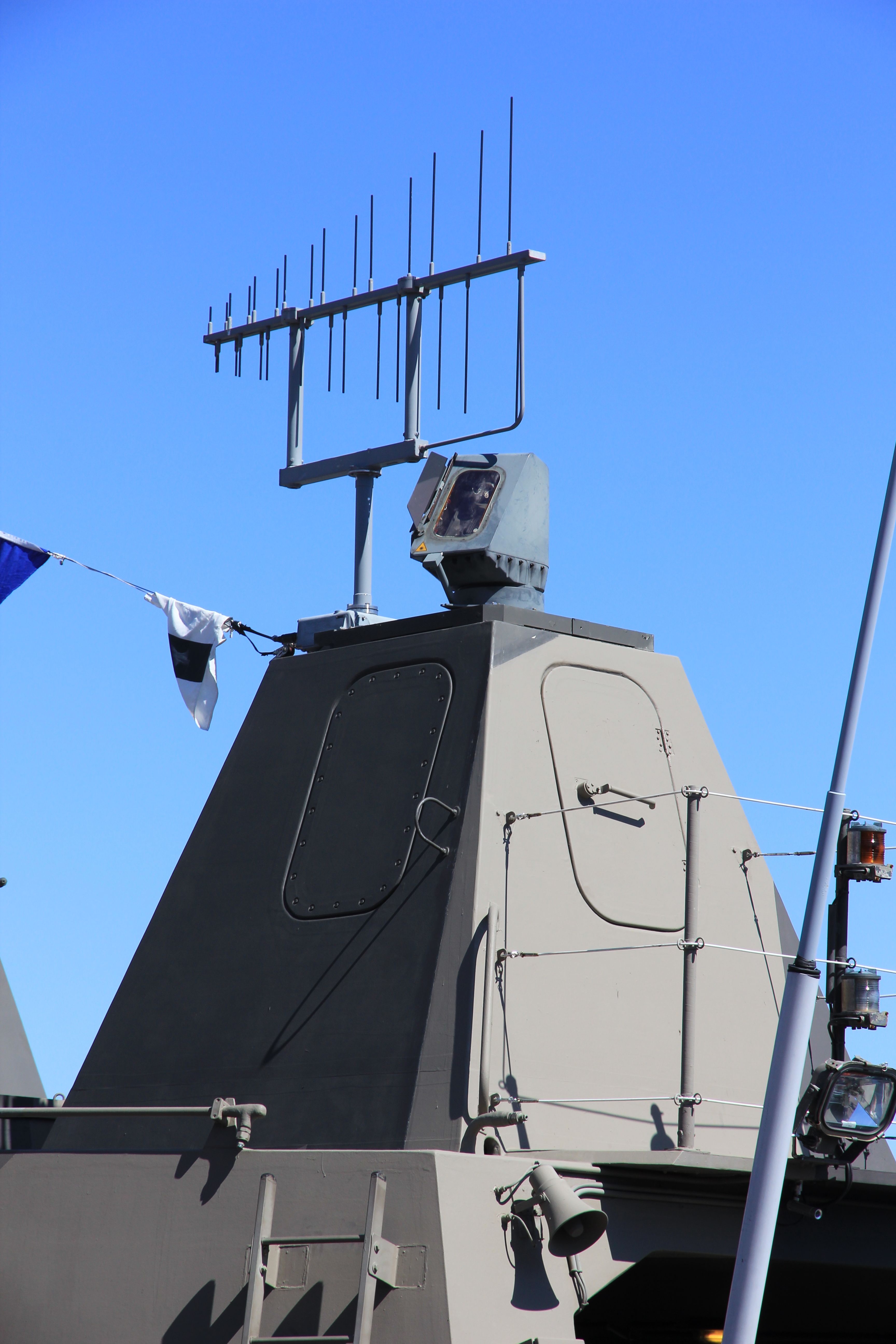
2e mat avec optronique SAGEM

## Navires
| Nom    | N° de coque | Date de commande | Mise en service | Port d'attache | Statut     | Photo |
| ------ | ----------- | ---------------- | --------------- | -------------- | ---------- | ----- |
| Hamina | 80          | décembre 1996    | août 1998       | Upinniemi      | en service |       |
| Tornio | 81          | février 2001     | mai 2003        | Upinniemi      | en service |       |
| Hanko  | 82          | décembre 2003    | juin 2005       | Upinniemi      | en service |       |
| Pori   | 83          | juin 2005        | juin 2006       | Upinniemi      | en service |       |